# Бисак Форе
Бисак Форе (фр. Bussac-Forêt) насеље је и општина у западној Француској у региону Поату-Шарант, у департману Приморски Шарант која припада префектури Жонзак.
По подацима из 2011. године у општини је живело 993 становника, а густина насељености је износила 28,55 становника/km². Општина се простире на површини од 34,78 km². Налази се на средњој надморској висини од 63 метара (максималној 85 m, а минималној 39 m).

## Демографија
| 1962. | 1968. | 1975. | 1982. | 1990. | 1999. | 2011. |
| ----- | ----- | ----- | ----- | ----- | ----- | ----- |
| 305   | 609   | 702   | 753   | 860   | 872   | 993   |

График промене броја становника у току последњих година